# 郷内村
郷内村（ごうないそん）は、かつて岡山県児島郡にあった村である。1959年（昭和34年）3月1日に児島市および児島郡灘崎町に編入され廃止された。現在は倉敷市児島地域の郷内地区およびに岡山市南区の灘崎地域の一部にあたる。

## 歴史
- 701年（大宝元年） - 熊野権現が紀伊国より勧請される。
- 1221年（承久3年） - 頼仁親王が島流しにあい、五流尊瀧院へたどり着く。
- 1469年（応仁3年） - 修験道間の争乱により、熊野権現・五流尊瀧院関連諸施設が全焼する。
- 1889年（明治22年） - 町村制施行に伴い、児島郡林村が串田村・曽原村・福江村と合併し福岡村（ふくおかそん）を新設、また、児島郡木見村・尾原村・山村が合併し、木見村（きみそん）を新設。
- 1906年（明治39年） - 児島郡福岡村、同郡木見村の内の木見・尾原、同郡彦崎村の内の植松が合併し、同郡郷内村（ごうないそん）を新設。
- 1913年（大正2年）11月11日 - 下津井軽便鉄道（下津井電鉄）茶屋町〜味野町間が開業する。
- 1959年（昭和34年）3月1日 - 郷内村の内、植松を除く地区が児島市（こじまし）へ編入合併。郷内村の内の植松が児島郡灘崎町（現岡山市）へ編入される。
- 1967年（昭和42年）2月1日 - 児島市・倉敷市・玉島市が合併し、現行の倉敷市を新設。
- 1972年（昭和47年）4月1日 - 下津井電鉄が茶屋町〜児島間を廃止する。
- 1988年（昭和63年）3月20日 - 瀬戸大橋開通前にJR西日本の本四備讃線が暫定開業し、当地区内に木見駅が設置される。
- 1988年（昭和63年）4月10日 - 瀬戸大橋が開通し、瀬戸中央自動車道が営業開始。当地区内に水島インターチェンジが設置される。